# 大黃葉蚤
大黃葉蚤（学名：Podontia lutea）为金花蟲科碩葉蚤屬下的一个种。